# کونه‌یوس (کلرادو)
کونه‌یوس (به انگلیسی: Conejos) یک منطقهٔ مسکونی در ایالات متحده آمریکا است که در Conejos County واقع شده‌است. کونه‌یوس ۱٫۲۵ کیلومتر مربع مساحت و ۵۸ نفر جمعیت دارد و ۲٬۴۰۹ متر بالاتر از سطح دریا واقع شده‌است.